# 陳志宏
陳志宏，基督教台灣信義會牧師，反對LGBT權益社運人士，臺灣政治人物。信心希望聯盟第一屆主席團成員及輪值主席。中華福音神學院副校長。台灣宗教團體愛護家庭大聯盟（護家盟）發言人。為虐童致死剴剴案失職女社工陳尚潔之父。 

## 經歷
從政前，曾任台灣信義會家家歌珊堂牧師、台灣信義會監督、道聲出版社社長。也曾擔任護家盟發言人 (基督教代表)。2015年9月，因與前立法委員雷倩等人成立信心希望聯盟，有幾個月辭去台灣信義會職務。選舉結束後，2016年2月又恢復台灣信義會傳道人職務。
參與2016年中華民國第9屆立法委員選舉，信心希望聯盟推出10位區域立委候選人，以及以前考選部長董保城為首的6位不分區候選人。

## 著作
- 陳志宏，2003，〈妥拉研究法的探討—以創世記 38 章為例〉，神學碩士論文，新加坡三一神學院。
- 陳志宏，2014，〈教牧人員情感出軌與性犯罪的成因探討與預防〉，博士論文，中華福音神學院。
- 陳志宏，2018。〈什麼？王子居然選了灰姑娘壞心的姊姊—以弗所書驚天解密〉，講章集，台北：道聲。
- 陳志宏，2018。〈從曠野到迦南－約書亞的得勝足跡〉，講章集。台北：道聲。
- 陳志宏，2020。〈你是上帝的神隊友？－雅各書的智慧〉，講章集。台北：道聲。

## 信心希望聯盟
- 2015年9月6日， 陳志宏與雷倩、王秉森、莊東傑、張信一等人在上午舉行記者會，宣布成立信心希望聯盟，並推出2016年10位區域立委候選人。[3]
- 2015年11月20日，由輪值主席陳志宏領銜提出「保護家庭」公民投票提案，一個月的時間即衝破十萬份提案門檻。[4]
- 2016年1月12日，「保護家庭」公民投票提案十八萬份連署，送交公投審議委員會審查。
- 2016年1月16日，立法委員選舉結果，信心希望聯盟獲得1.69%的政黨票，未通過5%門檻，在所有政黨中排名第8，區域即不分區候選人全軍覆沒。陳志宏表示，未來將深耕基層。[5]
- 2016年2月25日，「保護家庭公投案」遭到公投審議委員會以不屬於法律複決、重大政策之創制複決、或憲法修正案之複決，且不符合一事一案駁回。陳志宏表示遺憾、理解，但不排除提「行政救濟」。[6][7]
- 2016年10月16日，在台中舉辦信望盟首場從政說明會中，陳志宏表示目前該黨透過「信望學堂」掌握國內外各項公共事務議題，並鼓勵基督徒投入2018年縣市議員和基層村里長的選舉。[8]
- 2017年5月25日，因臺灣同性婚姻釋憲案，出席宗教聯盟記者會[9]

## 外部連結
- 信心希望聯盟 （页面存档备份，存于）

| 政党职务        | 政党职务                | 政党职务      |
| --------------- | ----------------------- | ------------- |
| FH 信心希望聯盟 |                         |               |
| 前任： 首任     | 輪值主席 2015年9月6日 ─ | 繼任： 陶君亮 |